# Ніколя-Андре Монсіо
Ніколя-Андре Монсіо (фр. Nicolas-André Monsiau; 1754 — 31 травня 1837) — французький художник.

## Біографія
Навчався в Паризькій академії мистецтв під керівництвом П'єра Пейрона. У 1776 році вирушив до Риму, після повернення почав виставлятися в Парижі. У 1789 році був прийнятий до Академії. Писав переважно історичні та міфологічні сюжети, відзначені впливом Жак-Луї Давіда. Під час французької революції, яка позбавила його платні від покровителів, почав займатися книжковою ілюстрацією. При імперії знову отримав замовлення, з яких найбільш значним було замовлення на полотно, що увічнює церемонію обдарування конституції Цизальпінської республіки (закінчено в 1808).
Його учнем був Луї Рене Летронн (1790—1842), який намалював знаменитий портрет олівцем Людвіга ван Бетховена.